# ویسین و یاندل
ویسین و یاندل (به انگلیسی: Wisin & Yandel) گروه موسیقی دو نفره پورتوریکویی است.
آنها بیشتر معروفیتشان را مدیون خوانندگانی از جمله انریکه ایگلسیاس و جنیفر لوپز هستند.